# Conseil départemental de la Sarthe
Le conseil départemental de la Sarthe est l'assemblée délibérante du département français de la Sarthe, collectivité territoriale décentralisée. Son siège se trouve au Mans.

## Le président
Le président du Conseil départemental de la Sarthe est Dominique Le Mèner depuis le 2 avril 2015, réélu le 1er juillet 2021.

### Liste des présidents successifs
- 1790 : Louis Jacques Rousseau
- Auguste-Frédéric de Talhouët
- 1826-1829 : Élisabeth-Pierre de Montesquiou-Fezensac[3]
- 1831-1834 : Élisabeth-Pierre de Montesquiou-Fezensac[3]
- 1874-1875 : Jean Tryphon-Respice Drouin
- 1878-1885 : Louis Cordelet[3]
- 1886-1892 : Sosthène II de La Rochefoucauld[3]
- 1892- ???? : Godefroy Cavaignac
- 1918-1922 : André Lebert
- 1922-1940 : Joseph Caillaux

| Période                            | Période                      | Identité                     | Étiquette                    | Étiquette                    |
| Président du conseil général       | Président du conseil général | Président du conseil général | Président du conseil général | Président du conseil général |
| ---------------------------------- | ---------------------------- | ---------------------------- | ---------------------------- | ---------------------------- |
| 1945                               | 1951                         | Max Boyer                    |                              | SFIO                         |
| 1952                               | 1958                         | Max Boyer                    |                              | SFIO                         |
| 1958                               | 1963                         | François de Nicolaÿ          |                              | CNIP                         |
| 1963                               | 1964                         | NC                           | NC                           | NC                           |
| 1964                               | 1967                         | Jacques Maury                |                              | CD                           |
| 1967                               | 1970                         | Max Boyer                    |                              | SFIO                         |
| 1970                               | 1976                         | Michel d'Aillières           |                              | FNRI, UDF-PR                 |
| 1976                               | 1979                         | Fernand Poignant             |                              | DVG                          |
| 1979                               | 1992                         | Michel d'Aillières           |                              | UDF-PR                       |
| 1992                               | 1998                         | François Fillon              |                              | RPR                          |
| 1998                               | 2011                         | Roland du Luart              |                              | DL, UMP                      |
| 2011                               | 2015                         | Jean-Marie Geveaux           |                              | UMP                          |
| Président du conseil départemental |                              |                              |                              |                              |
| 2015                               | En cours                     | Dominique Le Mèner           |                              | LR puis DVD                  |

## Les vice-présidents

### Mandat 2015-2021
- Béatrice Pavy-Morançais (UMP), 1er vice-président
- Fabien Lorne (UMP), 2e vice-président
- Véronique Rivron (UMP), 3e vice-président
- Régis Vallienne (UMP), 4e vice-président
- Fabienne Labrette-Ménager (UMP), 5e vice-président
- Frédéric Beauchef (UMP), 6e vice-président
- Marie-Thérèse Leroux (UMP), 7e vice-président
- Emmanuel Franco (UMP), 8e vice-président
- Véronique Cantin (UMP), 9e vice-président
- François Boussard (UMP), 10e vice-président
- Marie-Pierre Brosset (UMP), 11e vice-présidente
- Daniel Chevalier (UMP), 12e vice-président

### Mandat 2021-2028
- Véronique Rivron (LR), 1re vice-présidente
- Frédéric Beauchef (LR), 2e vice-président
- Véronique Cantin (DVD), 3e vice-présidente
- Régis Vallienne (LR), 4e vice-président
- Marie-Thérèse Leroux (DVD), 5e vice-présidente
- Anthony Trifaut (DVD), 6e vice-président
- Fabienne Labrette-Ménager (LR), 7e vice-présidente
- Emmanuel Franco (LR), 8e vice-président
- Martine Crnkovic (DVD), 9e vice-présidente
- François Boussard (DVD), 10e vice-président
- Marie-Pierre Brosset (LR), 11e vice-présidente
- Daniel Chevalier (LR), 12e vice-président

## Les conseillers départementaux
Le conseil départemental de la Sarthe comprend 42 conseillers généraux issus des 21 cantons de la Sarthe.

### Mandat 2004-2008
| Parti                             | Sigle | Sigle | Élus |
| --------------------------------- | ----- | ----- | ---- |
| Majorité (24 sièges)              |       |       |      |
| Union pour un mouvement populaire |       | UMP   | 16   |
| Divers droite                     |       | DVD   | 7    |
| Mouvement pour la France          |       | MPF   | 1    |
| Opposition (16 sièges)            |       |       |      |
| Parti communiste français         |       | PCF   | 2    |
| Parti socialiste                  |       | PS    | 9    |
| Parti radical de gauche           |       | PRG   | 1    |
| Divers gauche                     |       | DVG   | 4    |
| Président du Conseil général      |       |       |      |
| Roland du Luart (UMP)             |       |       |      |

### Mandat 2008-2011
| Parti                             | Sigle | Sigle | Élus |
| --------------------------------- | ----- | ----- | ---- |
| Majorité (23 sièges)              |       |       |      |
| Union pour un mouvement populaire |       | UMP   | 16   |
| Divers droite                     |       | DVD   | 7    |
| Opposition (17 sièges)            |       |       |      |
| Parti communiste français         |       | PCF   | 2    |
| Parti socialiste                  |       | PS    | 12   |
| Parti radical de gauche           |       | PRG   | 1    |
| Divers gauche                     |       | DVG   | 2    |
| Président du Conseil général      |       |       |      |
| Roland du Luart (UMP)             |       |       |      |

### Mandat 2011-2015
| Parti                             | Sigle | Sigle | Élus |
| --------------------------------- | ----- | ----- | ---- |
| Majorité (22 sièges)              |       |       |      |
| Union pour un mouvement populaire |       | UMP   | 14   |
| Divers droite                     |       | DVD   | 8    |
| Opposition (18 sièges)            |       |       |      |
| Parti communiste français         |       | PCF   | 2    |
| Parti socialiste                  |       | PS    | 13   |
| Parti radical de gauche           |       | PRG   | 1    |
| Divers gauche                     |       | DVG   | 2    |
| Président du Conseil général      |       |       |      |
| Jean-Marie Geveaux (UMP)          |       |       |      |

### Mandat 2015-2021
| Président du Conseil départemental   |       |       |      |                                |
| Dominique Le Mèner (DVD)             |       |       |      |                                |
| Parti                                | Sigle | Sigle | Élus | Groupes                        |
| Majorité (26 sièges)                 |       |       |      |                                |
| Les Républicains                     |       | LR    | 13   | Majorité Départementale        |
| Divers droite                        |       | DVD   | 11   |                                |
| Union des démocrates et indépendants |       | UDI   | 1    |                                |
| Soyons libres                        |       | SL    | 1    |                                |
| Opposition (16 sièges)               |       |       |      |                                |
| Parti socialiste                     |       | PS    | 9    | Élus de gauche et républicains |
| Divers gauche                        |       | DVG   | 4    | Élus de gauche et républicains |
| Parti communiste français            |       | PCF   | 1    | Élus de gauche et républicains |
| Parti communiste français            |       | PCF   | 1    | L'Alternative                  |
| Écologiste                           |       | ÉCO   | 1    | L'Alternative                  |

### Mandat 2021-2028
| Président du Conseil départemental   |       |       |      |                           |
| Dominique Le Mèner (DVD)             |       |       |      |                           |
| Parti                                | Sigle | Sigle | Élus | Groupes                   |
| Majorité (28 sièges)                 |       |       |      |                           |
| Les Républicains                     |       | LR    | 11   | Majorité Départementale   |
| Divers droite                        |       | DVD   | 15   |                           |
| Union des démocrates et indépendants |       | UDI   | 1    |                           |
| Soyons libres                        |       | SL    | 1    |                           |
| Opposition (14 sièges)               |       |       |      |                           |
| Parti socialiste                     |       | PS    | 7    | Osons la Sarthe à gauche! |
| Divers gauche                        |       | DVG   | 3    | Osons la Sarthe à gauche! |
| Parti communiste français            |       | PCF   | 2    | Unis pour la Sarthe       |
| Europe Écologie Les Verts            |       | EÉLV  | 1    | Unis pour la Sarthe       |
| Écologiste                           |       | ÉCO   | 1    | Unis pour la Sarthe       |

## Budget
Le Conseil départemental de la Sarthe a en 2019 un budget de 599,4 millions d'euros.

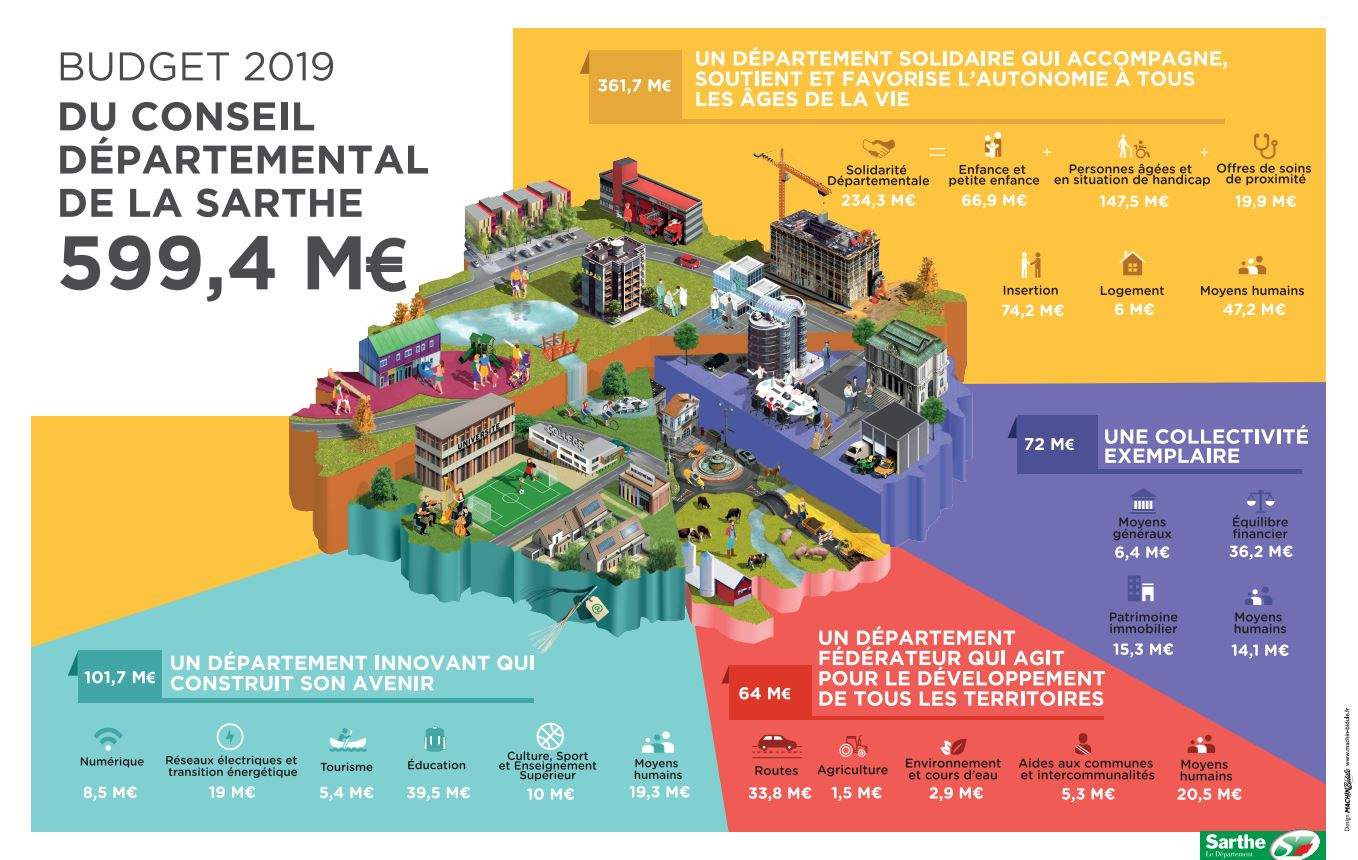
Infographie du budget 2019

## Identité visuelle

Logo de la Sarthe (conseil général) de 1993 à 2003
Logo institutionnel de la Sarthe (conseil général) de 2003 à 2015
Logo extérieur de la Sarthe (conseil général) de 2003 à 2015
Logo de la Sarthe (conseil départemental) depuis avril 2015